# 5310 Papike
5310 Papike este un asteroid din centura principală de asteroizi.

## Descriere
5310 Papike este un asteroid din centura principală de asteroizi. A fost descoperit pe 2 martie 1981 la Siding Spring de Schelte J. Bus. Asteroidul prezintă o orbită caracterizată de o semiaxă mare de 2,39 ua, o excentricitate de 0,09 și o înclinație de 6,2° în raport cu ecliptica.